# Isolotto
L'Isolotto est un un quartier de Florence, en Italie, administrativement rattaché au quartier 4. Il est situé dans la banlieue sud-ouest de la ville (bien qu'il se trouve à une latitude moyenne légèrement supérieure ou égale à celle du centre historique).

## Histoire
Le quartier de l'Isolotto, également appelé « nouvelle unité résidentielle du Palazzo dei Diavoli », est conçu au cours du second semestre de 1950 et réalisé dans le cadre du premier plan septennal de gestion Ina-casa. Cette année-là, le maire de Florence, Fabiani, obtient en effet de Rome l'allocation nécessaire pour construire l'un des quartiers prévus par le plan INA-Casa (loi Fanfani de 1949).
Le choix de l'emplacement est déterminé par plusieurs facteurs : tout d'abord, la possibilité d'exproprier des terrains privés adjacents à une zone d'environ 5 hectares déjà propriété de la municipalité, occupée par l'ancien lazaret, et ensuite l'inaccessibilité économique des zones déjà urbanisées dont les coûts, alignés sur ceux du marché, s'avéraient excessivement élevés.
Le 4 novembre 1966, l'Arno déborde. L'Isolotto n'est que partiellement submergé et le Lungarno dei Pioppi n'est pas inondé car cette partie de la berge de l'Arno est encore plus haute que celle du Parco delle Cascine, mais il reste néanmoins isolé du reste de la ville. Un « comité de secours » est immédiatement mis en place pour apporter des bougies et des bidons d'eau potable dans les maisons et aider les autres quartiers. Le comité est reconnu par la municipalité. Par la suite, le comité s'occupe de la situation des victimes des inondations. Suivent les démarches pour les indemnisations, les travaux de remise en état et les nouveaux logements. 28 familles occupent certains immeubles encore vacants dans le quartier.